# Chelidonium venereum
Chelidonium venereum là một loài bọ cánh cứng trong họ Cerambycidae.